# Campionati mondiali di sollevamento pesi 2021 - 59 kg femminile
Le gare di sollevamento pesi della categoria fino a 59 kg femminile — pesi leggeri — dei campionati mondiali del 2021 si sono svolte l'11 dicembre 2021 a Tashkent presso l'Uzbekistan Sport Complex.

## Programma
L'orario indicato corrisponde a quello uzbeko (UTC+05:00)
| Data             | Orario | Evento   |
| ---------------- | ------ | -------- |
| 11 dicembre 2021 | 10:30  | Gruppo C |
| 11 dicembre 2021 | 16:00  | Gruppo B |
| 11 dicembre 2021 | 19:00  | Gruppo A |

## Medagliate
Per ciascun esercizio, le prime tre classificate sono le seguenti:
| Esercizio | Oro            | Oro    | Argento        | Argento | Bronzo         | Bronzo |
| --------- | -------------- | ------ | -------------- | ------- | -------------- | ------ |
| Strappo   | Mariia Hanhur  | 101 kg | Kuo Hsing-chun | 100 kg  | Ol'ga Tё       | 100 kg |
| Slancio   | Kuo Hsing-chun | 130 kg | Yenny Álvarez  | 127 kg  | Rosivé Silgado | 120 kg |
| Totale    | Kuo Hsing-chun | 230 kg | Yenny Álvarez  | 226 kg  | Ol'ga Tё       | 218 kg |

## Record
Prima di questa competizione, i record mondiali esistenti erano i seguenti:
| Record mondiale | Strappo | Kuo Hsing-chun | 110 kg | Tashkent, Uzbekistan | 19 aprile 2021    |
| Record mondiale | Slancio | Kuo Hsing-chun | 140 kg | Pattaya, Thailandia  | 21 settembre 2019 |
| Record mondiale | Totale  | Kuo Hsing-chun | 247 kg | Tashkent, Uzbekistan | 19 aprile 2021    |

## Risultati
| Pos. | Atleta                       | Gr. | Peso atleta | Strappo (kg) | Strappo (kg) | Strappo (kg) | Strappo (kg) | Slancio (kg) | Slancio (kg) | Slancio (kg) | Slancio (kg) | Totale |
| Pos. | Atleta                       | Gr. | Peso atleta | 1            | 2            | 3            | Pos.         | 1            | 2            | 3            | Pos.         | Totale |
| ---- | ---------------------------- | --- | ----------- | ------------ | ------------ | ------------ | ------------ | ------------ | ------------ | ------------ | ------------ | ------ |
|      | Kuo Hsing-chun (TPE)         | A   | 58.80       | 97           | 100          | 102          |              | 125          | 128          | 130          |              | 230    |
|      | Yenny Álvarez (COL)          | A   | 58.90       | 95           | 99           | 101          | 4            | 123          | 123          | 127          |              | 226    |
|      | Ol'ga Tё (RWF)               | A   | 58.80       | 95           | 98           | 100          |              | 113          | 118          | 120          | 4            | 218    |
| 4    | Mariia Hanhur (UKR)          | A   | 58.90       | 96           | 99           | 101          |              | 114          | 118          | 119          | 8            | 215    |
| 5    | Elreen Ando (PHI)            | A   | 58.90       | 93           | 96           | 98           | 5            | 116          | 116          | 116          | 6            | 214    |
| 6    | Rafiatu Lawal (NGR)          | B   | 57.80       | 89           | 92           | 92           | 6            | 108          | 112          | 115          | 7            | 207    |
| 7    | Ine Andersson (NOR)          | A   | 59.00       | 87           | 89           | 90           | 10           | 113          | 116          | 120          | 5            | 206    |
| 8    | Alexandra Escobar (ECU)      | A   | 58.90       | 85           | 90           | 92           | 9            | 112          | 116          | 116          | 9            | 202    |
| 9    | Aleksandra Kozlova (RWF)     | A   | 58.90       | 90           | 93           | 93           | 8            | 110          | 114          | 114          | 12           | 200    |
| 10   | Gilyeliz Guzmán (PUR)        | C   | 58.50       | 86           | 89           | 91           | 11           | 110          | 115          | 115          | 10           | 199    |
| 11   | Saara Retulainen (FIN)       | B   | 58.50       | 87           | 87           | 87           | 14           | 108          | 113          | 113          | 13           | 195    |
| 12   | Jessica Gordon Brown (GBR)   | B   | 58.30       | 85           | 85           | 85           | 16           | 104          | 107          | 110          | 11           | 195    |
| 13   | Irene Martínez (ESP)         | B   | 59.00       | 90           | 92           | 93           | 7            | 101          | 104          | 106          | 20           | 194    |
| 14   | Cansel Özkan (TUR)           | B   | 58.80       | 88           | 88           | 90           | 12           | 104          | 106          | 108          | 16           | 194    |
| 15   | Sarah (INA)                  | B   | 58.40       | 85           | 88           | 88           | 13           | 104          | 107          | 107          | 19           | 192    |
| 16   | Sofia Georgopoulou (GRE)     | B   | 58.80       | 86           | 86           | 89           | 15           | 102          | 106          | 109          | 15           | 192    |
| 17   | Popy Hazarika (IND)          | B   | 58.70       | 84           | 88           | 88           | 17           | 105          | 105          | 109          | 18           | 189    |
| 18   | Nelly (INA)                  | B   | 58.60       | 83           | 83           | 86           | 18           | 105          | 110          | 110          | 17           | 188    |
| 19   | Marianne Saarhelo (FIN)      | B   | 58.80       | 79           | 79           | 82           | 20           | 103          | 107          | 111          | 14           | 186    |
| 20   | Enkhbaataryn Enkhtamir (MGL) | C   | 58.80       | 78           | 82           | 85           | 19           | 96           | 100          | 100          | 22           | 178    |
| 21   | Nadeeshani Rajapaksha (SRI)  | C   | 58.40       | 70           | 72           | 74           | 21           | 90           | 90           | 95           | 23           | 164    |
| 22   | Ivana Gorišek (CRO)          | C   | 58.80       | 70           | 73           | 76           | 22           | 85           | 89           | 92           | 24           | 162    |
| 23   | Winny Langat (KEN)           | C   | 58.80       | 60           | 65           | 67           | 24           | 80           | 85           | 87           | 25           | 154    |
| —    | Mohideen Umeira (SRI)        | C   | 58.50       | 67           | 67           | 70           | 23           | 88           | 88           | 88           | —            | —      |
| —    | Rosivé Silgado (COL)         | A   | 58.90       | 94           | 94           | 94           | —            | 118          | 119          | 120          |              | —      |
| —    | Sanne Bijleveld (NED)        | B   | 58.70       | 83           | 83           | 83           | —            | 103          | 106          | 106          | 21           | —      |
| —    | Polina Gurýewa (TKM)         | A   | 59.00       | 88           | 88           | 88           | —            | —            | —            | —            | —            | —      |